# Famille Dionis du Séjour
La famille Dionis du Séjour  autrefois Dionis est une famille subsistante de la noblesse française dont la filiation remonte au XVIIe siècle. François-Jean Dionis qui appartenait à une famille de la bourgeoisie parisienne fut l'auteur d'une branche anoblie par charge d'échevin de Paris en 1698 et de secrétaire du roi en 1719. Sa descendance subsiste sous la nom Dionis du Séjour. Une branche ainée, non anoblie, continua sous le nom Dionis.

## Histoire
La famille Dionis à Paris parait trouver ses origines à Vernon dans l'Eure et se rattacher à une famille Dionis qui subsista à Vernon jusqu'au milieu du XIXe siècle.
François Dionis, marié à Anne Picquet,, eut pour fils Pierre Dionis et François Dionis, qui furent les auteurs de deux branches
Albert Révérend écrit que la famille Dionis du Séjour, autrefois Dionis, était une famille de la bourgeoisie parisienne qui a a donné un échevin de Paris et des conseillers secrétaires du roi. Il donne une filiation de cette famille à partir de François Dionis, marchand de soie et bourgeois de Paris, sans doute frère de Pierre Dionis, maître menuisier ordinaire des bâtiments du roi, auteur d'une autre branche.

### Branche ainée Dionis (non noble)
« Honorable homme » Pierre Dionis († 1687) auteur de la branche aînée, maître menuisier ordinaire des bâtiments du roi et bourgeois de Paris était établi rue Richelieu. Il épousa Anne Baudin dont il eut deux filles et Pierre, qui suit.
Pierre II Dionis, né à Paris vers 1640, fut un des plus célèbres chirurgiens de son époque. Professeur d'anatomie et de chirurgie au Jardin des Plantes en 1672, il fut le premier qui fit en public des dissections anatomiques et des opérations chirurgicales. Il devint plus tard médecin de la reine, puis des Enfants de France. De son mariage avec Marie-Madeleine Duval, il eut plusieurs fils dont François, qui suit.
François Dionis, chirurgien de la duchesse de Bourgogne, épousa en 1706 à Marguerite Crevon dont deux fils: François Dionis et Charles Dionis, docteur en médecine, auteur d'une Dissertation sur le Ténia, décédé en 1776. On les croit avoir été les derniers représentants mâles de leur branche.

### Branche cadette Dionis du Séjour et Dionis des Carrières (anoblie en 1698 et 1719)
Gustave Chaix d'Est-Ange écrit « la famille Dionis des Carrières et du Séjour appartient à la noblesse de robe parisienne ». Régis Valette liste la famille Dionis du Séjour dans son Catalogue de la noblesse française en 2007.
François Dionis (fils cadet de François Dionis), marchand de soie et bourgeois de Paris, épousa Marie Leleu dont il eut Pierre Dionis († 1744), qui acquit une charge de secrétaire du roi en 1693 et acheta en 1699 le fief et la maison du Séjour à Charenton (mort sans enfants il laisse pour héritiers ses trois neveux) et François-Jean, qui suit.
François-Jean Dionis (1664-1738) notaire au Châtelet, fut anobli d'abord par l'échevinage de Paris qu'il exerça en 1698, puis par un office de secrétaire du roi en la Grande Chancellerie qu'il acheta le 20 avril 1719. Il eut trois fils :
- Louis-Achille Dionis du Séjour, né en 1702, conseiller en la Cour des aides, auteur d'une savante Histoire de la Cour des aides depuis le règne de Philippe le Bel. Il fut le père de Achille Pierre Dionis du Séjour (1734-1794), conseiller au Parlement de Paris en 1754, astronome de grande valeur, membre de l'Académie des sciences en 1765, député de la noblesse de Paris aux États généraux de 1789, décédé sans postérité[4].
- Auguste-Pierre Dionis des Carrières, secrétaire du roi en la Grande Chancellerie, décédé en 1759, qui n'eut qu'une fille[4].
- François-Marie Dionis (1693-1747) trésorier général et payeur des rentes de l'hôtel de ville de Paris, il succéda en 1739 à son père dans son office de secrétaire du roi. Il épousa en 1727 Louise Moriau dont François-Louis Dionis du Séjour (1731-1795) qui eut entre autres enfants, deux fils, Antoine-Jean-Baptiste Dionis des Carrières (né en 1767), et Alexandre-François Dionis du Séjour (né en 1768), juge au tribunal de la Seine, qui furent les auteurs de deux rameaux qui prirent les noms Dionis des Carrières et Dionis du Séjour[4].

Les deux rameaux de cette branche ajoutèrent à leur nom celui de « des Carrières » et « du Séjour », qui étaient ceux d'un lieu-dit à Charenton-le-Pont, hérité en 1744 de Pierre Dionis, secrétaire du roi, mort en 1744 sans enfants. Alexandre-Pierre Dionis (1796-1862), juge de paix, fut autorisé par décret du 15 mars 1862 à ajouter « du Séjour » à son nom.

## Armes
- Branche Dionis du Séjour (anoblie) : D'azur à trois ananas d'or, 2 et 1; au chef d'or chargé d'une croix potencée de gueules[4],[5].
- Branche Dionis aînée (non anoblie) : D'azur à un chevron d'or accompagné en chef de deux étoiles d'argent et en pointe d'un lion passant du même[4],[5].

## Filiation
- François Dionis, vivant au début du XVIIe siècle, marié à Anne Picquet, eut deux fils Pierre et François, qui suivent.
  - Pierre Dionis, maître menuisier ordinaire des bâtiments du roi, marié à Anne Baudin dont deux filles (Anne mariée à Pierre Perrier, marchand drapier et Marie, mariée à Christophe Deneu, procureur en la Chambre des comptes de Paris, puis à Jean Serouge, architecte) et un fils, Pierre, qui suit.
    - Pierre Dionis, chirurgien ordinaire de la reine, marié à Marie-Madeleine Duval, dont entre autres enfants François, qui suit.
      - François Dionis, chirurgien de la duchesse de Bourgogne, marié en 1706 à Marguerite Crevon, dont François et Charles, qui suit.
        - Charles Dionis († 1776), docteur en médecine, auteur d'une Dissertation sur le Ténia. Gustave Chaix d'Est-Ange écrit qu'on croit les croit lui et son frère François, être les derniers représentants mâles de cette branche. Il eut une fille mariée à  M. Caminade de Castres, maître des requêtes, du comte d'Artois.

  - François Dionis, marchand de soie et bourgeois de Paris, marié à Marie Leleu dont une fille et deux fils : Pierre, secrétaire du roi († 1744 sans postérité) et François-Jean, qui suit.
    - François-Jean Dionis (1664-1738), notaire au Châtelet, échevin de Paris en 1698, secrétaire du roi en la Grande chancellerie en 1719, marié en 1691 à Nicole Chaud dont une fille et trois fils :
      - Louis-Achille Dionis (1702-1796), seigneur du Séjour-du-Roi, conseiller à la Cour des aides, marié à Geneviève-Madeleine Héron en 1733 dont une fille et Achille-Pierre, qui suit.
        - Achille Pierre Dionis du Séjour (1734-1794), conseiller au parlement de Paris en 1754, membre de l'Académie des sciences en 1765, député de la noblesse de Paris aux États généraux de 1789, mort sans postérité.

      - Auguste-Pierre Dionis, dit Dionis des Carrières († 1759), seigneur de Varatre, la Motte, la Mairie, Gravelle, etc., secrétaire du roi, en la grande chancellerie, commissaire des guerres et lieutenant du roi en la province de Guyenne, chevalier de Saint-Louis, marié en 1738 à Charlotte de Verigny, dont une fille Marie-Nicole, mariée à Albert de Romé.
      - François-Marie Dionis (1693-1747), trésorier général et payeur des rentes de l’Hôtel de Ville de Paris, secrétaire du roi en 1739 à !a mort de son père, marié en 1727 [10] à Louise Moriau dont une fille et François-Louis, qui suit.
        - François-Louis Dionis dit Dionis du Séjour (1731-1795), marié en 1760 à Michelle-Médard Anquetin de Montmireau[11], il eut 6 enfants dont Antoine-Jean-Baptiste et Alexandre-Pierre-François, qui suivent.
          - Antoine-Jean-Baptiste Dionis dit Dionis des Carrières (1767-1837), meunier, marié à Aglaé Foullière dont Esprit-Brutus, qui suit.
            - Esprit-Brutus Dionis des Carrières, marié en 1824 à Agathe Désirée Lambry[12] dont Just-Victor, qui suit.
              - Just-Victor Achille Dionis des Carrières, docteur en médecine, marié à Blanche Clastère, dont une fille mariée à M. Pot.

          - Alexandre-Pierre-François Dionis du Séjour (1768-1843), juge au tribunal de la Seine, marié en 1795 à Octavie Rondeau dont entre autres enfants Alexandre-Pierre, qui suit.
            - Alexandre-Pierre Dionis du Séjour (1796-1862), juge de paix, marié à Aline Matagrin puis à Rosalie Lesourd. Autorisé par décret du 15 mars 1862 à ajouter « du Séjour à son nom, d'où descendance subsistante de nos jours.
            - Alphonse Edmond (1804-1870), marié à Thalie Pauthier, dont Georges Antoine qui suit.
              - Georges Antoine (1842-1911), marié à Marguerite Marie Rousseau, dont deux fils avec descendance subsistante de nos jours, dont entre autres
                - Albert (1880) dont
                  - François (1921) dont
                    - Jean Dionis du Séjour (1956)

## Personnalités

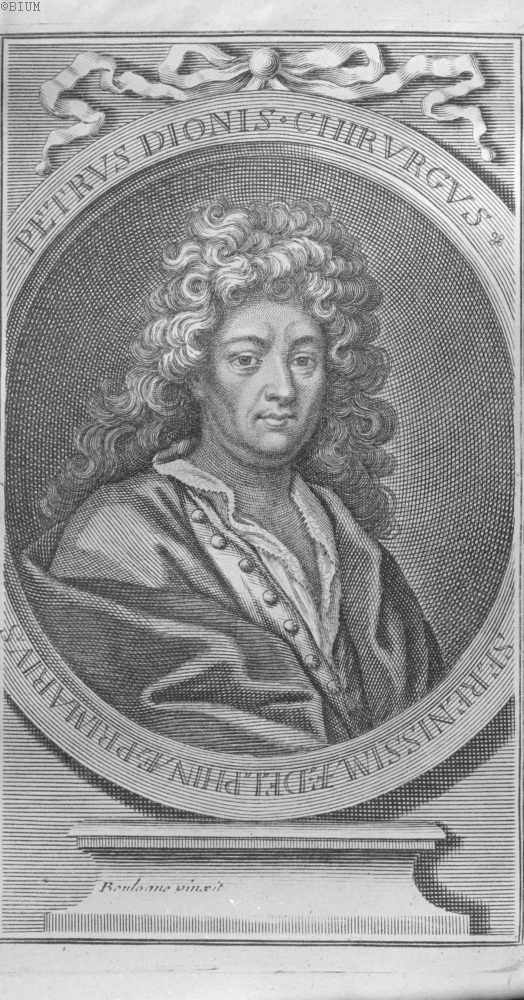
Pierre Dionis, chirurgien
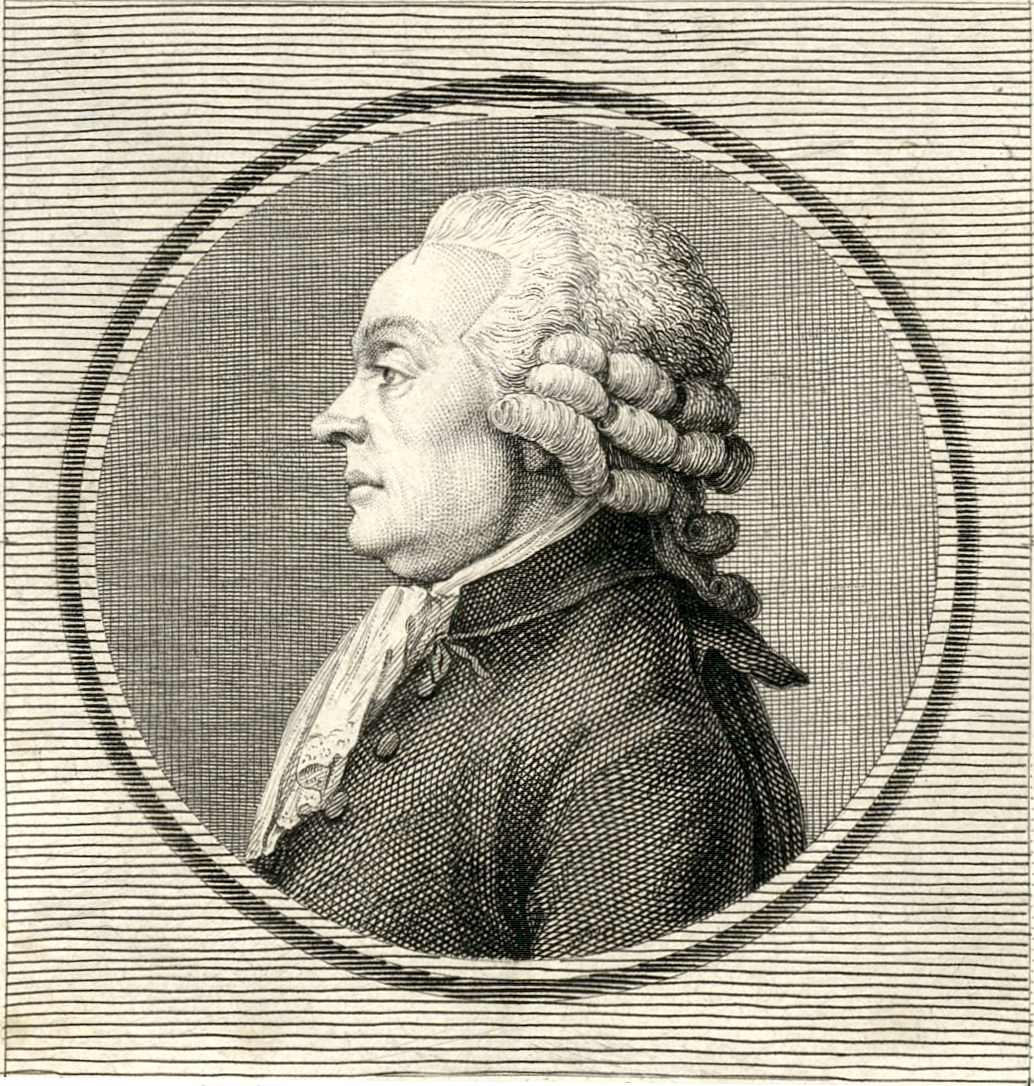
Achille Pierre Dionis du Séjour, mathématicien
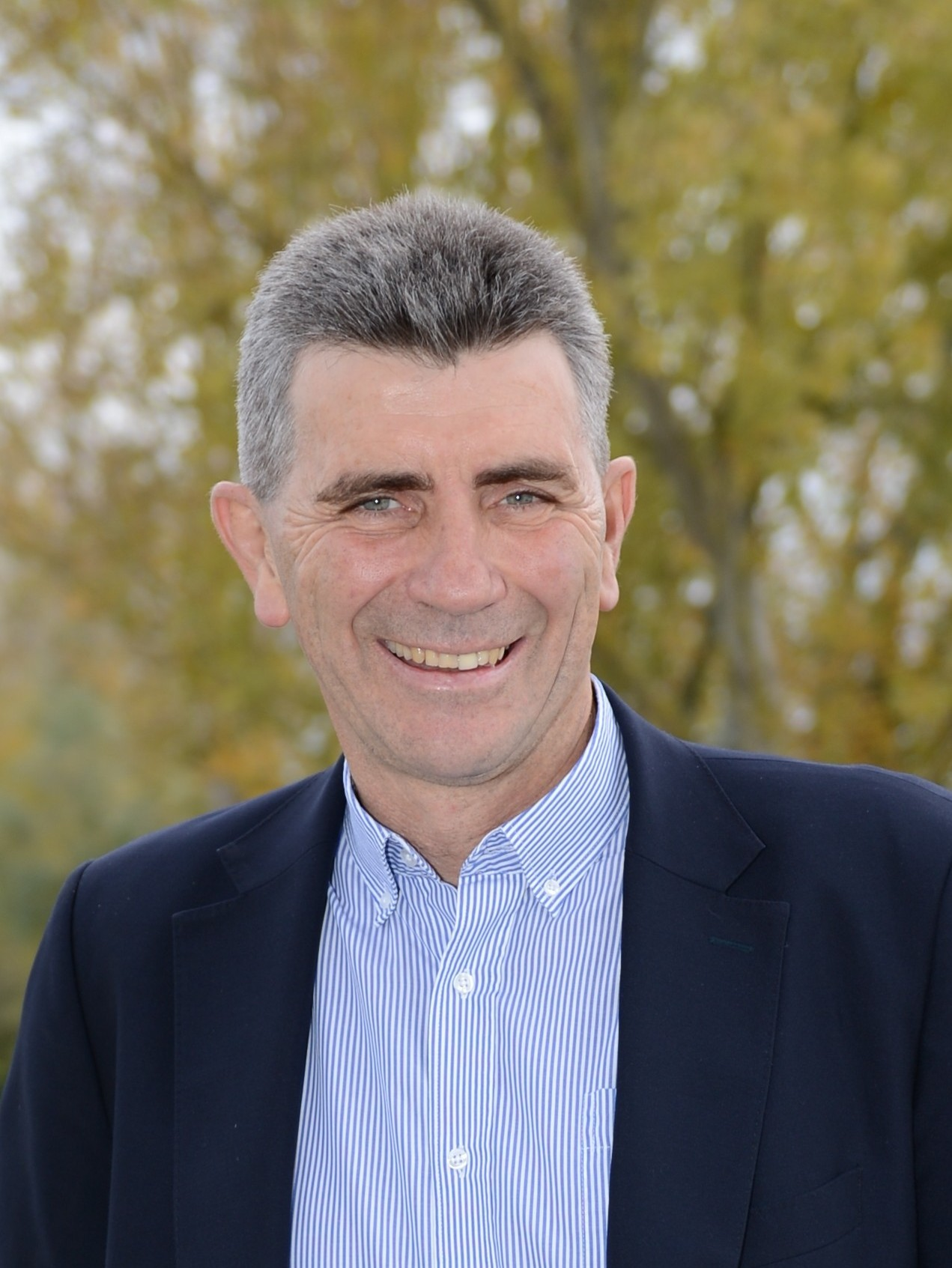
Jean Dionis du Séjour, maire d'Agen

- Pierre Dionis (1643-1718), chirurgien et anatomiste
- Achille Pierre Dionis du Séjour (1734-1794), astronome et mathématicien, député de la noblesse de Paris aux États généraux de 1789
- Jean Dionis du Séjour (1956-), maire d'Agen depuis 2008, député (2002-2012), conseiller régional (depuis 2016)
- Tanguy Dionis du Séjour, musicien[13], fondateur du Dei amori cantores[14] et, à partir de 2018, directeur musical de la manécanterie des Petits Chanteurs à la croix de bois.

## Alliances
Les principales alliances de la famille Dionis sont, : Picquet, Baudin (1636), Leleu (1647), Perrier (1660), Duval (1663), Deneu (1667), Chaud (1691), Serouge (1697), Crevon (1706), Moriau (1727), Chuppin (1731), Héron (1733), de Vérigny (1738), du Cos de La Hitte (1759), de Romé (1759), Anquetin de Montmireau (1760), Foullière (1793), Rondeau (1795), Le Lorier de Giverny (1807), van Cleemputte (1836), Matagrin (1837), Lesourd (1850), Clastère (1852), Pavet de Courteille (1871), Fougadhoire (1873), Gerhardt (1877), Pot (1878) Taffin de Tilques (1970).